# Глок, Тимо
Ти́мо Глок (нем. Timo Glock, род. 18 марта 1982 года, Линденфельс) — немецкий автогонщик, выступающий в чемпионате DTM за команду BMW. Ранее выступал в Формуле-1 за команды Jordan, Toyota, Virgin и Marussia. Также выступал в GP2, Champ Car и других гоночных сериях.

## Карьера

### Ранняя карьера
Глок начал автогоночную карьеру в 1998 году в возрасте 15 лет. Выиграл несколько чемпионатов по картингу. В 2000 году победил в BMW ADAC Formula Junior Cup, в 2001 году победил в Formula BMW ADAC. В 2002 году выступал в Немецкой Формуле-3, занял третье место в первенстве и был признан новичком года. В 2003 году Глок выступал в Евросерии Формулы-3, выиграл три гонки и ещё трижды финишировал на подиумах, занял пятое место в чемпионате.

### 2004: Формула-1
Глок подписал контракт тест-пилота с «Джорданом» на сезон 2004 Формулы-1. На Гран-при Канады он дебютировал в Формуле-1, заменив на одну гонку Джорджо Пантано; в гонке он финишировал 11-м, но после дисквалификации болидов команд «Уильямс» и «Тойота» оказался на 7-м месте, набрав таким образом два очка в дебютной гонке. Под конец сезона неудачно выступавший Пантано покинул «Джордан», и Глок провёл вместо него последние три Гран-при сезона. Благодаря спонсорству Deutsche Post на болидах «Джордан» появились цвета DHL.

### 2005: Champ Car
В 2005 году Глок выступал в Champ Car World Series за команду Пола Джентилоцци «Rocketsports». Его лучшим результатом стало второе место в Монреале, где он уступил только Ориолю Сервии. В чемпионате Глок занял 8-е место, был признан новичком года в Champ Car.

### 2006—2007: GP2
В 2006 году Глок выступал в серии GP2. Часть сезона он провёл в команде BCN Competicion, показывая средние результаты; по ходу сезона перешёл в более сильную команду iSport International, в составе которой выступал значительно успешнее (в частности, две победы и три подиума). В чемпионате финишировал четвёртым. Также в 2006 году он тестировал болид команды Формулы-1 «БМВ-Заубер» и в декабре 2006 года подписал с этой командой контракт на сезон 2007 года в качестве второго тест-пилота.
В сезоне 2007 года Глок, выступая за iSport International, стал победителем GP2, выиграв пять гонок и ещё пять раз финишировав на подиуме. После серьёзной аварии основного пилота BMW Роберта Кубицы в Канаде существовала вероятность, что на следующей гонке, в США, его заменит Глок, но в итоге место Кубицы занял основной тест-пилот команды Себастьян Феттель (и занял в США 8-е место в дебютном для себя Гран-при). Вскоре Феттель был приглашён на место основного пилота в Scuderia Toro Rosso (дебютировал в этой команде на Гран-при Венгрии), после чего Глок стал основным тест-пилотом BMW.

### Формула-1

#### 2008—2009: Toyota
После победы в серии GP2 в 2007, Глок провёл переговоры с несколькими командами Формулы-1. Это привело к заключению контракта с Toyota хотя у него по-прежнему был контракт с BMW, но в итоге проблему решила Автоспортивная комиссия по контрактам. В ноябре она разрешила Тимо принять участие в сезоне 2008 за Toyota и после этого он подписал трёхлетний контракт на замену Ральфа Шумахера. Свои первые очки в 2008 он заработал на Гран-при Канады, финишировав четвёртым впереди Фелипе Массы из Ferrari. Глок квалифицировался пятым на Гран-при Венгрии и в гонке финишировал вторым, впереди действующего чемпиона мира Кими Райкконена. На первом в истории ночном Гран-при в Сингапуре Тимо финишировал четвёртым показав один из лучших результатов в сезоне.
В финальной гонке сезона 2008 года Гран-при Бразилии 2008 года, Глок шёл седьмым за несколько кругов до финиша и решил остаться в дождь на покрышках для сухой погоды в отличие от большинства гонщиков. На старте последнего круга Тимо был четвёртым, но в последнем повороте его обогнали Себастьян Феттель и пилот McLaren Льюис Хэмилтон. Обгон Глока Хэмилтоном позволил британцу стать чемпионом 2008 года. Глок финишировал в гонке шестым и на десятой позиции в личном зачёте с 25 очками, позади напарника Ярно Трулли.
2009 год неплохо начался для Глока. После пребывания в топ-10 во всех трёх сессиях свободных заездов Австралии он был квалифицирован шестым. Однако заднее антикрыло (и у его напарника Трулли) Toyota было слишком гибким и было запрещено, по этому их убрали и в итоге стартовал Тимо 19-м. Во время гонки, он пробивался через пелетон и совершил несколько красивых обгонов, включая Фернандо Алонсо и Себастьена Буэми и финишировал пятым. Однако после гонки, Льюис Хэмилтон был дисквалифицирован и был лишён четвёртого места, поэтому оно перешло Глоку. Неделей спустя на Малайзии он квалифицировался пятым, но стартовал третьим после штрафов Себастьяна Феттеля и Рубенса Баррикелло. На старте Тимо откатился на восьмое место, но удачный выбор шины, во время начавшегося дождя, вместе с безошибочным вождением позволили Глоку финишировать на третьем месте, когда гонка была остановлена (из-за невозможных условий на трассе) на 32-м круге.
Серия седьмых мест Глока в дождливом Китая и засушливом Бахрейне принесли ему 12 очков, однако к этим результатом он пришёл разными путями. В Китае он квалифицировался разочаровывающе 14-м, не сумев выйти за пределы второй части квалификации, в то время как в Бахрейне он квалифицировался вторым(тем самым показав лучший результат в карьере) лидировал, но неудачный выбор более жёстких шин на раннем пит-стопе отбросил его вглубь пелетона и он финишировал седьмым.
На Гран-при Испании и Гран-при Монако, Глок разочаровывающе финишировал десятым стартовав шестым и с пит-лейн соответственно. В Турции впервые с Бахрейна Тимо смог попасть в очковую зону. На последнем Гран-при Великобритании в Сильверстоуне Глок квалифицировался восьмым, а финишировал в шаге от очковой зоне на девятом месте. На домашнем Гран-при Германии он также финишировал девятым.

#### 2010: Virgin Racing
Будущее Глока было неизвестно, но 17 ноября команда Manor Grand Prix объявила о заключении контракта с немцем на роль основного пилота команды в сезоне-2010. Хотя были слухи, что Глок станет партнёром Роберта Кубицы в Renault, но из-за решения Renault об объявлении судьбы команды в конце года, Тимо решил что лучше будет гарантированно место в Формуле-1, чем конкурентоспособный болид. 15 декабря 2009 года Manor была переименована в Virgin Racing, а его бывший соперник по GP2 Лукас ди Грасси станет его напарником.

#### 2011 и 2012: Marussia
Тимо Глок продолжает своё выступление за Marussia. Серьёзного прогресса команда не добилась, Глок боролся преимущественно с партнерами по команде, с Жеромом Д’Амброзио в 2011 году и с Шарлем Пиком в 2012 году, а также с пилотами Caterham F1 Team.
21 января 2013 было официально объявлено о обоюдном разрыве сотрудничества Тимо Глока и Marussia, хотя действующий контракт пилота истекал только в 2014 году.

### DTM
В 2013 году Тимо Глок принял участие в чемпионате DTM в составе команды BMW. В последней гонке сезона в Хоккенхайме одержал свою первую победу в этой серии.

## Личная жизнь
Тимо Глок проживает в Швейцарии со своей девушкой, немецкой моделью Изабель Рейс. Глок и Рейс являются и близкими друзьями пилота Caterham F1 Team Хейкки Ковалайнена и его британской подруги Кэтрин Хайд. В марте 2013 года у Тимо и Изабель родился сын Мика.

## Результаты выступлений

### Статистика
| Сезон     | Серия                                   | Команда                     | Старты | Победы | Поулы | БК | Подиумы | Очки  | Место |
| --------- | --------------------------------------- | --------------------------- | ------ | ------ | ----- | -- | ------- | ----- | ----- |
| 2000      | ADAC Formula Junior Cup                 |                             | 19     | 11     | 6     | ?  | 15      | 285.5 | 1     |
| 2001      | Формула-БМВ ADAC                        | BMW Formel ADAC Rookie Team | 20     | 8      | 3     | ?  | 13      | 268   | 1     |
| 2002      | Немецкая Формула-3                      | Opel Team KMS               | 18     | 3      | 2     | 3  | 6       | 52    | 3     |
| 2003      | Евросерия Формулы-3                     | Opel Team KMS               | 20     | 3      | 0     | 1  | 6       | 55    | 5     |
| 2003      | Формула-3 Мастерс                       | Opel Team KMS               | 1      | 0      | 0     | 0  | 0       | 0     | 30    |
| 2004      | Суперкубок Порше                        | Porsche AG VIP Team         | 1      | 0      | 0     | ?  | 0       | 0     | НКЛ†  |
| 2004      | Формула-1                               | Jordan Ford                 | 4      | 0      | 0     | 0  | 0       | 2     | 19    |
| 2005      | Champ Car World Series                  | Rocketsports Racing         | 13     | 0      | 0     | 1  | 1       | 202   | 8     |
| 2006      | GP2                                     | BCN Competicion             | 20     | 2      | 0     | 0  | 5       | 60    | 4     |
| 2006      | GP2                                     | iSport International        | 20     | 2      | 0     | 0  | 5       | 60    | 4     |
| 2007      | GP2                                     | iSport International        | 20     | 5      | 4     | 5  | 10      | 88    | 1     |
| 2008      | Формула-1                               | Panasonic Toyota Racing     | 18     | 0      | 0     | 0  | 1       | 25    | 10    |
| 2009      | Формула-1                               | Panasonic Toyota Racing     | 14     | 0      | 0     | 1  | 2       | 24    | 10    |
| 2010      | Формула-1                               | Virgin Racing               | 18     | 0      | 0     | 0  | 0       | 0     | 25    |
| 2011      | Формула-1                               | Virgin Racing               | 18     | 0      | 0     | 0  | 0       | 0     | 25    |
| 2012      | Формула-1                               | Marussia F1 Team            | 20     | 0      | 0     | 0  | 0       | 0     | 20    |
| 2013      | DTM                                     | BMW Team MTEK               | 10     | 1      | 0     | 0  | 2       | 40    | 9     |
| 2014      | DTM                                     | BMW Team MTEK               | 10     | 0      | 0     | 0  | 1       | 33    | 16    |
| 2015      | DTM                                     | BMW Team MTEK               | 18     | 1      | 1     | 2  | 1       | 56    | 15    |
| 2015      | Blancpain Endurance Series              | ROAL Motorsport             | 2      | 0      | 0     | 0  | 0       | 4     | 38    |
| 2016      | DTM                                     | BMW Team RMG                | 18     | 1      | 0     | 0  | 1       | 84    | 10    |
| 2017      | DTM                                     | BMW Team RMG                | 18     | 1      | 3     | 0  | 4       | 133   | 7     |
| 2017      | Intercontinental GT Challenge           | Team Castrol Vodafone       | 1      | 0      | 0     | 0  | 0       | 0     | НКЛ   |
| 2018      | DTM                                     | BMW Team RMR                | 20     | 1      | 0     | 1  | 5       | 144   | 5     |
| 2019      | DTM                                     | BMW Team RMR                | 18     | 0      | 0     | 1  | 0       | 58    | 12    |
| 2020      | DTM                                     | BMW Team RMG                | 18     | 0      | 1     | 0  | 1       | 120   | 5     |
| 2021      | DTM                                     | ROWE Racing                 | 16     | 0      | 0     | 0  | 0       | 9     | 17    |
| 2021      | GT World Challenge Europe Endurance Cup | Walkenhorst Motorsport      | 3      | 0      | 0     | 0  | 0       | 9     | 22    |
| 2021      | Чемпионат спорткаров IMSA               | BMW Team RLL                | 1      | 0      | 0     | 0  | 0       | 286   | 14    |
| 2022      | DTM                                     | Ceccato Motors              | 2      | 0      | 0     | 0  | 0       | 0     | НКЛ†  |
| 2022      | Italian GT Championship – GT3           | Ceccato Motors              | 4      | 1      | 1     | 1  | 3       | 47    | 1     |
| 2022      | Stock Car Pro Series                    | Lubrax Podium               | 0      | 0      | 0     | 0  | 0       | 0     | НКЛ†  |
| Источник: |                                         |                             |        |        |       |    |         |       |       |

† — Поскольку Глок был гостевым пилотом, он не мог зарабатывать очки.

### Результаты выступлений в Champ Car
| Год  | Команда      | 1     | 2        | 3     | 4      | 5      | 6     | 7      | 8     | 9        | 10    | 11    | 12    | 13    | Ранг | Очки |
| ---- | ------------ | ----- | -------- | ----- | ------ | ------ | ----- | ------ | ----- | -------- | ----- | ----- | ----- | ----- | ---- | ---- |
| 2005 | Rocketsports | LBH 6 | MTY Сход | MIL 9 | POR 10 | CLE 10 | TOR 7 | EDM 13 | SJO 6 | DEN Сход | MTL 2 | LVG 8 | SRF 6 | MXC 5 | 8    | 202  |

### Результаты выступлений в серии GP2
| Легенда к таблице |                                                                    |
| --- | ------------------------------------------------------------------ |
| В таблице перечислены результаты всех Гран-при Формулы-1, в которых принимал участие гонщик. Строками таблицы являются сезоны, столбцами — этапы чемпионата мира. В каждой клетке указаны сокращённое название этапа и результат, дополнительно обозначенный цветом. Расшифровка обозначений и цветов представлена в нижеследующей таблице. |                                                                    |
| \| Пример \| Описание \| \| ------------ \| ------------------------------------------------------------------ \| \| 1 \| Победитель \| \| 2 \| Второе место \| \| 3 \| Третье место \| \| 5 \| Финишировал, заработав очки \| \| Сход \| Не финишировал, но при этом заработал очки \| \| 12 \| Финишировал, не получив очков \| \| НКЛ \| Финишировал, но не попал в финальную классификацию \| \| 15 \| Участвовал вне зачёта, либо по отдельной классификации \| \| 18 \| Не финишировал, но попал в финальную классификацию \| \| Сход \| Не финишировал \| \| НКВ \| Не прошёл квалификацию \| \| НПКВ \| Не прошёл предквалификацию \| \| ДСК \| Дисквалифицирован \| \| ИСК \| Исключён из протокола соревнований \| \| ТТ \| Заявлен для участия только в тренировках \| \| НС \| Участвовал в квалификации, но не стартовал в гонке \| \| Т \| Травмирован или болен \| \| ОТК \| Отказ от участия \| \| НТР \| Прибыл на соревнования, но на трассу не выезжал \| \| НПР \| Был заявлен в числе участников, но не прибыл к началу соревнований \| \| О \| Соревнования отменены \| \| \| Не участвовал \| \| Поул-позиция \| \| \| Быстрый круг \| \| |                                                                    |
| Пример | Описание                                                           |
| 1 | Победитель                                                         |
| 2 | Второе место                                                       |
| 3 | Третье место                                                       |
| 5 | Финишировал, заработав очки                                        |
| Сход | Не финишировал, но при этом заработал очки                         |
| 12 | Финишировал, не получив очков                                      |
| НКЛ | Финишировал, но не попал в финальную классификацию                 |
| 15 | Участвовал вне зачёта, либо по отдельной классификации             |
| 18 | Не финишировал, но попал в финальную классификацию                 |
| Сход | Не финишировал                                                     |
| НКВ | Не прошёл квалификацию                                             |
| НПКВ | Не прошёл предквалификацию                                         |
| ДСК | Дисквалифицирован                                                  |
| ИСК | Исключён из протокола соревнований                                 |
| ТТ | Заявлен для участия только в тренировках                           |
| НС | Участвовал в квалификации, но не стартовал в гонке                 |
| Т | Травмирован или болен                                              |
| ОТК | Отказ от участия                                                   |
| НТР | Прибыл на соревнования, но на трассу не выезжал                    |
| НПР | Был заявлен в числе участников, но не прибыл к началу соревнований |
| О | Соревнования отменены                                              |
| | Не участвовал                                                      |
| Поул-позиция |                                                                    |
| Быстрый круг |                                                                    |

| Год  | Команда              | 1        | 2       | 3       | 4       | 5        | 6          | 7          | 8          | 9          | 10      | 11      | 12       | 13         | 14      | 15      | 16      | 17      | 18       | 19       | 20         | 21       | ЛЗ | Очки |
| ---- | -------------------- | -------- | ------- | ------- | ------- | -------- | ---------- | ---------- | ---------- | ---------- | ------- | ------- | -------- | ---------- | ------- | ------- | ------- | ------- | -------- | -------- | ---------- | -------- | -- | ---- |
| 2006 | BCN Competicion      | ВАЛ 1 16 | ВАЛ 2 8 | САН 1 7 | САН 2 4 | ЕВР 1 17 | ЕВР 2 Сход | ИСП 1 11   | ИСП 2 10   | МОН 1 Сход |         |         |          |            |         |         |         |         |          |          |            |          | 4  | 58   |
| 2006 | iSport International |          |         |         |         |          |            |            |            |            | ВЕЛ 1 2 | ВЕЛ 2 6 | ФРА 1    | ФРА 2 4    | ГЕР 1 3 | ГЕР 2 1 | ВЕН 1 2 | ВЕН 2 5 | ТУЦ 1 4  | ТУЦ 2 4  | ИТА 1 Сход | ИТА 2 НС | 4  | 58   |
| 2007 | iSport International | БАХ 1 2  | БАХ 2   | ИСП 1 2 | ИСП 2 1 | МОН 1 3  | ФРА 1 Сход | ФРА 2 Сход | ВЕЛ 1 Сход | ВЕЛ 2 Сход | ЕВР 1   | ЕВР 2 5 | ВЕН 1 10 | ВЕН 2 Сход | ТУЦ 1 4 | ТУЦ 2 1 | ИТА 1 3 | ИТА 2 1 | БЕЛ 1 17 | БЕЛ 2 НС | ВАЛ 1 7    | ВАЛ 2 1  | 1  | 88   |

### Результаты выступлений в Формуле-1
| Легенда к таблице |                                                                    |
| --- | ------------------------------------------------------------------ |
| В таблице перечислены результаты всех Гран-при Формулы-1, в которых принимал участие гонщик. Строками таблицы являются сезоны, столбцами — этапы чемпионата мира. В каждой клетке указаны сокращённое название этапа и результат, дополнительно обозначенный цветом. Расшифровка обозначений и цветов представлена в нижеследующей таблице. |                                                                    |
| \| Пример \| Описание \| \| ------------ \| ------------------------------------------------------------------ \| \| 1 \| Победитель \| \| 2 \| Второе место \| \| 3 \| Третье место \| \| 5 \| Финишировал, заработав очки \| \| Сход \| Не финишировал, но при этом заработал очки \| \| 12 \| Финишировал, не получив очков \| \| НКЛ \| Финишировал, но не попал в финальную классификацию \| \| 15 \| Участвовал вне зачёта, либо по отдельной классификации \| \| 18 \| Не финишировал, но попал в финальную классификацию \| \| Сход \| Не финишировал \| \| НКВ \| Не прошёл квалификацию \| \| НПКВ \| Не прошёл предквалификацию \| \| ДСК \| Дисквалифицирован \| \| ИСК \| Исключён из протокола соревнований \| \| ТТ \| Заявлен для участия только в тренировках \| \| НС \| Участвовал в квалификации, но не стартовал в гонке \| \| Т \| Травмирован или болен \| \| ОТК \| Отказ от участия \| \| НТР \| Прибыл на соревнования, но на трассу не выезжал \| \| НПР \| Был заявлен в числе участников, но не прибыл к началу соревнований \| \| О \| Соревнования отменены \| \| \| Не участвовал \| \| Поул-позиция \| \| \| Быстрый круг \| \| |                                                                    |
| Пример | Описание                                                           |
| 1 | Победитель                                                         |
| 2 | Второе место                                                       |
| 3 | Третье место                                                       |
| 5 | Финишировал, заработав очки                                        |
| Сход | Не финишировал, но при этом заработал очки                         |
| 12 | Финишировал, не получив очков                                      |
| НКЛ | Финишировал, но не попал в финальную классификацию                 |
| 15 | Участвовал вне зачёта, либо по отдельной классификации             |
| 18 | Не финишировал, но попал в финальную классификацию                 |
| Сход | Не финишировал                                                     |
| НКВ | Не прошёл квалификацию                                             |
| НПКВ | Не прошёл предквалификацию                                         |
| ДСК | Дисквалифицирован                                                  |
| ИСК | Исключён из протокола соревнований                                 |
| ТТ | Заявлен для участия только в тренировках                           |
| НС | Участвовал в квалификации, но не стартовал в гонке                 |
| Т | Травмирован или болен                                              |
| ОТК | Отказ от участия                                                   |
| НТР | Прибыл на соревнования, но на трассу не выезжал                    |
| НПР | Был заявлен в числе участников, но не прибыл к началу соревнований |
| О | Соревнования отменены                                              |
| | Не участвовал                                                      |
| Поул-позиция |                                                                    |
| Быстрый круг |                                                                    |

| Сезон | Команда                 | Шасси         | Двигатель                 | Ш | 1        | 2        | 3        | 4        | 5        | 6        | 7        | 8        | 9        | 10       | 11       | 12       | 13       | 14       | 15       | 16       | 17       | 18     | 19       | 20     | Место | Очки |
| ----- | ----------------------- | ------------- | ------------------------- | - | -------- | -------- | -------- | -------- | -------- | -------- | -------- | -------- | -------- | -------- | -------- | -------- | -------- | -------- | -------- | -------- | -------- | ------ | -------- | ------ | ----- | ---- |
| 2004  | Jordan Ford             | Jordan EJ14   | Ford Cosworth RS2 3,0 V10 | B | АВС тест | МАЛ тест | БАХ тест | САН тест | ИСП тест | МОН тест | ЕВР тест | КАН 7    | США тест | ФРА тест | ВЕЛ тест | ГЕР тест | ВЕН тест | БЕЛ тест | ИТА тест | КИТ 15   | ЯПО 15   | БРА 15 |          |        | 19    | 2    |
| 2008  | Panasonic Toyota Racing | Toyota TF108  | Toyota RVX-08 2,4 V8      | B | АВС Сход | МАЛ Сход | БАХ 9    | ИСП 11   | ТУР 13   | МОН 12   | КАН 4    | ФРА 11   | ВЕЛ 12   | ГЕР Сход | ВЕН 2    | ЕВР 7    | БЕЛ 9    | ИТА 11   | СИН 4    | ЯПО Сход | КИТ 7    | БРА 6  |          |        | 10    | 25   |
| 2009  | Panasonic Toyota Racing | Toyota TF109  | Toyota RVX-08 2,4 V8      | B | АВС 4    | МАЛ 3‡   | КИТ 7    | БАХ 7    | ИСП 10   | МОН 10   | ТУР 8    | ВЕЛ 9    | ГЕР 9    | ВЕН 6    | ЕВР 14   | БЕЛ 10   | ИТА 11   | СИН 2    | ЯПО НС   | БРА      | АБУ      |        |          |        | 10    | 24   |
| 2010  | Virgin Racing           | Virgin VR-01  | Cosworth CA2010 2,4 V8    | B | БАХ Сход | АВС Сход | МАЛ Сход | КИТ НС   | ИСП 18   | МОН Сход | ТУР 18   | КАН Сход | ЕВР 19   | ВЕЛ 18   | ГЕР 18   | ВЕН 16   | БЕЛ 18   | ИТА 17   | СИН Сход | ЯПО 14   | КОР Сход | БРА 20 | АБУ Сход |        | 25    | 0    |
| 2011  | Marussia Virgin Racing  | Virgin MVR-02 | Cosworth CA2011 2,4 V8    | P | АВС НКЛ  | МАЛ 16   | КИТ 21   | ТУР НС   | ИСП 19   | МОН Сход | КАН 15   | ЕВР 21   | ВЕЛ 16   | ГЕР 17   | ВЕН 17   | БЕЛ 18   | ИТА 15   | СИН Сход | ЯПО 20   | КОР 18   | ИНД Сход | АБУ 19 | БРА Сход |        | 25    | 0    |
| 2012  | Marussia F1 Team        | Marussia MR01 | Cosworth CA2012 2,4 V8    | P | АВС 14   | МАЛ 17   | КИТ 19   | БАХ 19   | ИСП 18   | МОН 14   | КАН Сход | ЕВР Т    | ВЕЛ 18   | ГЕР 22   | ВЕН 21   | БЕЛ 15   | ИТА 17   | СИН 12   | ЯПО 16   | КОР 18   | ИНД 20   | АБУ 14 | США 19   | БРА 16 | 20    | 0    |

‡На Гран-при Малайзии-2009 Глок получил половину очков из-за того что не было пройдено 75 % гоночной дистанции.